# Romandiet Rundt 2008
Romandiet Rundt 2008 var den 62. udgave af Romandiet Rundt og foregik mellem 29. april og 4. maj 2008 i Schweiz. Det var det sjette af årets ProTour-løb, og blev vundet af Andreas Klöden sammenlagt.

## Etaper

### Prolog – 29. april 2008:Genève, 1.9 km (ITT)
|   | Rytter           | Hold           | Tid     |
| - | ---------------- | -------------- | ------- |
| 1 | Mark Cavendish   | Team High Road | 2:07.60 |
| 2 | Daniele Bennati  | Liquigas       | +0      |
| 3 | Michael Albasini | Liquigas       | +1      |
| 4 | Björn Schröder   | Team Milram    | +1      |
| 5 | Bradley Wiggins  | Team High Road | +1      |

|   | Rytter           | Hold           | Tid  |
| - | ---------------- | -------------- | ---- |
| 1 | Mark Cavendish   | Team High Road | 2.07 |
| 2 | Daniele Bennati  | Liquigas       | +0   |
| 3 | Michael Albasini | Liquigas       | +1   |
| 4 | Björn Schröder   | Team Milram    | +1   |
| 5 | Bradley Wiggins  | Team High Road | +1   |

### 1. etape – 30. april 2008:Morges>Saignelégier, 182.4 km
|   | Rytter             | Hold         | Tid     |
| - | ------------------ | ------------ | ------- |
| 1 | Maksim Iglinskij   | Astana       | 4:47.28 |
| 2 | Michael Albasini   | Liquigas     | s.t.    |
| 3 | Markus Zberg       | Gerolsteiner | s.t.    |
| 4 | Thomas Dekker      | Rabobank     | +2      |
| 5 | Aleksandr Jefimkin | Quick Step   | s.t.    |

|   | Rytter           | Hold         | Tid     |
| - | ---------------- | ------------ | ------- |
| 1 | Michael Albasini | Liquigas     | 4:49.30 |
| 2 | Maksim Iglinskij | Astana       | +1      |
| 3 | Markus Zberg     | Gerolsteiner | +8      |
| 4 | Roman Kreuziger  | Liquigas     | s.t.    |
| 5 | Thomas Dekker    | Rabobank     | +9      |

### 2. etape – 1. maj 2008:Moutier>Fribourg, 170 km
|   | Rytter              | Hold            | Tid     |
| - | ------------------- | --------------- | ------- |
| 1 | Robbie McEwen       | Silence-Lotto   | 4:16.16 |
| 2 | Daniele Bennati     | Liquigas        | s.t.    |
| 3 | Matti Breschel      | Team CSC        | s.t.    |
| 4 | Markus Zberg        | Gerolsteiner    | s.t.    |
| 5 | Aleksandr Botsjarov | Crédit Agricole | s.t.    |

|   | Rytter           | Hold         | Tid     |
| - | ---------------- | ------------ | ------- |
| 1 | Michael Albasini | Liquigas     | 9:05.46 |
| 2 | Maksim Iglinskij | Astana       | +1      |
| 3 | Markus Zberg     | Gerolsteiner | +8      |
| 4 | Roman Kreuziger  | Liquigas     | +8      |
| 5 | Thomas Dekker    | Rabobank     | +9      |

### 3. etape – 2. maj 2008:Sion>Sion, 18.8 km (ITT)
|   | Rytter              | Hold             | Tid   |
| - | ------------------- | ---------------- | ----- |
| 1 | Andreas Klöden      | Astana           | 25.32 |
| 2 | Thomas Dekker       | Rabobank         | +6    |
| 3 | Stef Clement        | Bouygues Telecom | +20   |
| 4 | Tony Martin         | High Road        | +21   |
| 5 | Gustav Erik Larsson | CSC              | +25   |

|   | Rytter          | Hold      | Tid     |
| - | --------------- | --------- | ------- |
| 1 | Andreas Klöden  | Astana    | 9:31.58 |
| 2 | Thomas Dekker   | Rabobank  | +5      |
| 3 | Roman Kreuziger | Liquigas  | +35     |
| 4 | Vladimir Gusev  | Astana    | +38     |
| 5 | Marco Pinotti   | High Road | +43     |

### 4. etape – 3. maj 2008:Sion>Zinal, 126.5 km
|   | Rytter             | Hold               | Tid     |
| - | ------------------ | ------------------ | ------- |
| 1 | Francesco De Bonis | Gerolsteiner       | 3:28.06 |
| 2 | John Gadret        | Ag2r-La Mondiale   | +3      |
| 3 | Manuel Beltrán     | Liquigas           | +5      |
| 4 | Sandy Casar        | Française des Jeux | +7      |
| 5 | Roman Kreuziger    | Liquigas           | s.t.    |

|   | Rytter          | Hold              | Tid      |
| - | --------------- | ----------------- | -------- |
| 1 | Andreas Klöden  | Astana            | 12:59.41 |
| 2 | Roman Kreuziger | Liquigas          | +35      |
| 3 | Marco Pinotti   | High Road         | +43      |
| 4 | Denis Mensjov   | Rabobank          | +45      |
| 5 | Mikel Astarloza | Euskaltel-Euskadi | +54      |

### 5. etape – 4. maj 2008:Le Bouveret>Lausanne, 159.4 km
|   | Rytter           | Hold         | Tid     |
| - | ---------------- | ------------ | ------- |
| 1 | Daniele Bennati  | Liquigas     | 3:43.39 |
| 2 | Markus Zberg     | Gerolsteiner | +0      |
| 3 | Maksim Iglinskij | Astana       | +0      |
| 4 | Matti Breschel   | Team CSC     | +0      |
| 5 | Björn Schröder   | Team Milram  | +0      |

|   | Rytter          | Hold              | Tid      |
| - | --------------- | ----------------- | -------- |
| 1 | Andreas Klöden  | Astana            | 16:43.20 |
| 2 | Roman Kreuziger | Liquigas          | +35      |
| 3 | Marco Pinotti   | High Road         | +43      |
| 4 | Denis Mensjov   | Rabobank          | +45      |
| 5 | Mikel Astarloza | Euskaltel-Euskadi | +54      |

## Sammenlagt
| 1  | Andreas Klöden             | Astana              | 16:43.20 |
| 2  | Roman Kreuziger            | Liquigas            | +35      |
| 3  | Marco Pinotti              | High Road           | +43      |
| 4  | Denis Mensjov              | Rabobank            | +45      |
| 5  | Mikel Astarloza            | Euskaltel-Euskadi   | +54      |
| 6  | Sandy Casar                | Française des Jeux  | +1.05    |
| 7  | Juan Manuel Gárate         | Quick Step          | +1.08    |
| 8  | John Gadret                | Ag2r-La Mondiale    | +1.14    |
| 9  | Maksim Iglinskij           | Astana              | +1.48    |
| 10 | José Ángel Gómez Marchante | Saunier Duval-Scott | +1.52    |

## Eksterne links
- Officielle side Arkiveret 18. april 2008 hos  Wayback Machine

- Wikimedia Commons har flere filer relateret til Romandiet Rundt 2008